# Лангар (Куштепинский район)
Лангар (узб. Langar / Лангар) — село, административный центр Куштепинского района Ферганской области Узбекистана.

## География
Село расположено на высоте 440 метров над уровнем моря. Расстояние между областным центром Ферганой и Лангаром — 25 км. Ближайшая железнодорожная станция «Маргилан» находится в 14 км.

## Население
По переписи населения в 1989 году в селе проживало 1079 человек. В 2002 году население достигло 1,5 тыс. человек.